# Rogério Ceni
Rogério Mücke Ceni (* 22. ledna 1973 Pato Branco) je bývalý brazilský fotbalový brankář a reprezentant, kariéru ukončil v prosinci 2015 v klubu São Paulo FC. Celá jeho fotbalová kariéra (více než 20 let) je spjata s tímto klubem, v němž získal 18 trofejí. Zúčastnil se Mistrovství světa 2002 a 2006 a také Konfederačního poháru FIFA 1997.
Ceni byl fotbalový brankář jihoamerické školy, který pravidelně střílel góly z přímých či pokutových kopů. Za svou kariéru jich nastřílel více než 110, což je nejvíce ze všech brankářů na světě (v roce 2006 překonal v tomto ohledu paraguayského gólmana José Luise Chilaverta).
20. listopadu 2013 vyrovnal v počtu odehraných zápasů za jeden brazilský klub rekord slavného brazilského fotbalisty Pelého (1116 zápasů), když nastoupil v zápase Jihoamerického poháru proti týmu AA Ponte Preta (prohra 1:3). 27. října 2014 překonal rekord Velšana Ryana Giggse v počtu vítězných zápasů za jeden tým, v utkání proti Goiás Esporte Clube vychytal výhru 3:0, která byla jeho 590. vítězstvím v dresu São Paula.

## Reprezentační kariéra
V A-týmu Brazílie Ceni debutoval na Konfederačním poháru FIFA 16. prosince 1997 v zápase s Mexikem (výhra 3:2), kde v závěru utkání vystřídal brankáře Didu.
Účast Rogéria Ceni na fotbalových turnajích:
- Konfederační pohár FIFA 1997 – zisk zlaté medaile po finálové výhře 6:0 nad Austrálií, Ceni odchytal pouze závěr zápasu s Mexikem (výhra 3:2).[5]
- Mistrovství světa 2002 – zisk zlaté medaile po finálové výhře 2:0 nad Německem, Ceni nezasáhl do žádného zápasu.
- Mistrovství světa 2006 – vyřazení ve čtvrtfinále Francií po porážce 0:1, Ceni odchytal pouze závěr zápasu s Japonskem (výhra 4:1).[6]